# Berthold av Baden
Berthold Friedrich Wilhelm Ernst August Heinrich Karl, markgreve av Baden född den 24 februari 1906 i Karlsruhe i Baden i Tyskland, död den 27 oktober 1963 i Spaichingen i Baden-Württemberg i Västtyskland, föddes som prins i den då regerande storhertigfamiljen.

## Biografi
Berthold var son till prins Maximilian, markgreve av Baden och prinsessan Marie Louise av Hannover.

## Giftermål och barn
Berthold gifte sig med prinsessan Theodora av Grekland och Danmark (1906–1969), dotter till prins Andreas av Grekland och Danmark och prinsessan Alice av Battenberg, den 17 augusti 1931 i Baden-Baden i Baden i Tyskland. Giftermålet gjorde Berthold till prins Philips svåger.
Barn:
- Margarita av Baden (1932–), gift med 1.) 1957 prins Tomislav av Jugoslavien
- Maximilian av Baden (1933–2022), gift 1966 med ärkehertiginnan Valerie av Österrike, född 1941
- Ludwig Wilhelm Georg av Baden (1937–), gift 1967 med Marianne, prinsessa Auersperg-Breunner.

## Utmärkelser
- Riddare av Serafimerorden, 16 juni 1928.[5]
- Konung Gustaf V:s jubileumsminnestecken med anledning av 70-årsdagen, 1928.[5]